# Гимназија Градишка
Гимназија Градишка једна је од средњих школа у Градишци. Налази се у улици Петра Мисимовића 3А.

## Историјат
Гимназија је почела са радом 1921. године, радила је као Реална Гимназија до 1958. када прелази у четворогодишњу школу. Први директор је био Матија Дивић. Школске 1958—1959. године су уписани први ђаци у гимназију као самосталну, четворогодишњу школу. Садржала је тридесет седам ђака, а матурирало је двадесет шест. Стара зграда гимназије је била црквено власништво, поклон митрополита Георгија Николајевића. Сто година постојана је обиљежила свечаном академијом са угледним узваницама. Обиљежавању 101. годишњице гимназије, 17. новембра 2022, су присуствовали замјеник градоначелника Градишке Драгана Илић и начелник Службе градоначелника Драгутин Ковачевић који је и бивши гимназијалац. Данас садржи образовне профиле Гимназија општи смјер, Друштвено–језички и Рачунарско–информатички смјер. После освојених награда на такмичењу Rock Serbika у Зрењанину, хор и оркестар Гимназије Градишка су отпутовали у Београд и у студију Академије уметности снимили ауторску песму Давида Калабића „Она и ја”. Ученике је пратио вероучитељ Дарко Савић.